# مشاع بهاران (علي جمال)
مشاع بهاران (بالفارسية: مشاع بهاران) هي مستوطنة تقع في إيران في قسم علي جمال الريفي.